# BabyTV
BabyTV — багатомовний міжнародний телеканал для немовлят, малюків та дошкільнят віком до 4 років. Штаб-квартира каналу знаходиться в Лондоні, а дистрибуцією по телебаченню займаються дочірні компанії Disney по всьому світу. Телеканал вперше стартував у 2003 році в Ізраїлі та у 2005 році у Великій Британії. BabyTV розповсюджується в більш ніж 100 країнах світу і мовить 18 мовами (станом на 2013 рік). Телеканал транслює передачі без перерв на телевізійну рекламу.